# Andreja Leški
Andreja Leški, född 8 januari 1997, är en slovensk judoutövare.

## Karriär
Vid olympiska sommarspelen 2024 i Paris tog Leški guld i 63 kg-klassen efter att ha besegrat mexikanska Prisca Awiti Alcaraz i finalen.